# Platyarthrus schoebli
Platyarthrus schoebli är en kräftdjursart som beskrevs av Gustav Budde-Lund 1879. Platyarthrus schoebli ingår i släktet Platyarthrus och familjen myrbogråsuggor.

## Underarter
Arten delas in i följande underarter:
- P. s. schoebli
- P. s. lusitanus
- P. s. herculensis
- P. s. armenicus